# Ich kämpfe für dich
Ich kämpfe für dich ist ein US-amerikanisches Kriminaldrama aus dem Jahr 1934 von William K. Howard mit William Powell und Myrna Loy in den Hauptrollen. Der Film wurde von Metro-Goldwyn-Mayer produziert und basiert auf dem Roman Evelyn Prentice von W. E. Woodward.

## Handlung
Obwohl sie ihren Mann, den prominenten Strafverteidiger John Prentice, liebt und davon überzeugt ist, dass er sie liebt, beklagt Evelyn Prentice seine langen Arbeitszeiten. Während John damit beschäftigt ist, die verführerische Nancy Harrison, eine Dame der Gesellschaft, die wegen Totschlags vor Gericht steht, zu verteidigen, wird Evelyn in einem Nachtclub von dem Gigolo Lawrence Kennard angesprochen. Später, als John im selben Zug nach Boston reist wie Nancy, erhält Evelyn ein Buch mit Gedichten von Kennard und eine Einladung zum Tee. Auf Drängen ihrer besten Freundin Amy Drexel nimmt Evelyn Kennards Einladung an, bleibt ihrem Mann jedoch treu.
Kurz nachdem John aus Boston zurückkehrt, erhält Evelyn ein Paket mit einer Damenuhr mit der Inschrift „Für Nancy, von John“ und einer Notiz der Bahngesellschaft, in der erklärt wird, dass die Uhr in Johns Abteil gefunden wurde. Am Boden zerstört hat Evelyn ein weiteres Rendezvous mit Kennard, doch bevor sie sich kompromittieren kann, beendet sie den Flirt. Amy zeigt unterdessen John Nancys Uhr, der ihr erzählt, dass Nancy sie in seinem Abteil platziert hat, um seine Ehe zu zerstören. Obwohl weder John noch Evelyn über die Uhr sprechen, stimmen beide zu, mit ihrer Tochter Dorothy eine lange Reise nach Europa zu unternehmen. Bevor sie jedoch abreisen, ruft Kennard Evelyn an und verlangt, dass sie in seine Wohnung kommt. Dort zeigt Kennard Evelyn drei Briefe, die sie an ihn geschrieben hat, und besteht auf die Zahlung eines Schweigegeldes in Höhe von 15.000 Dollar. Trotz der relativen Unschuld der Briefe gerät Evelyn in Panik und schnappt sich eine Waffe aus einer offenen Schreibtischschublade. In diesem Moment betritt Judith Wilson, Kennards misshandelte Freundin, die Hintertür der Wohnung und hört im Nebenzimmer einen Schuss. Bevor Judith sie sieht, rennt Evelyn zur Vordertür hinaus und kehrt nach Hause zurück, entschlossen, John nichts zu verraten.
Als Evelyn jedoch erfährt, dass Judith des Mordes an Kennard beschuldigt wird, überredet sie John, auf die Europareise zu verzichten und Judith zu verteidigen. Von Judith erfährt John zunächst, dass Kennard mit der „Frau eines prominenten Mannes“ zusammen war, und später, dass er ein Tagebuch geführt hat. Während Johns Ermittler das Tagebuch aufspürt, wird Evelyn immer unruhiger, was Judiths Chancen auf einen Freispruch angeht. Am letzten Verhandlungstag beschließt Evelyn, die Wahrheit zu sagen, und geht mit Amy zum Gericht. Während des Plädoyers des Staatsanwalts Farley erhält John Kennards Tagebuch, in dem Evelyn als „die prominente Frau“ bezeichnet wird. Gleichzeitig unterbricht Evelyn, die die Vorwürfe des Staatsanwalts nicht ertragen kann, die Verhandlung und verlangt, gehört zu werden. Obwohl John versucht, ihre Aussage zu blockieren, gesteht Evelyn, dass während eines Kampfes mit Kennard versehentlich ein Schuss losgegangen sei und Kennard offenbar getroffen habe. Zur Überraschung des Gerichts befragt John Judith und zwingt sie, indem er Evelyns Aussage gegen sie verwendet, zuzugeben, dass sie den nur verletzten Kennard letztlich erschossen hat, nachdem Evelyn gegangen war. John überzeugt die Jury, dass Judith Kennard in Notwehr getötet hat, und informiert Evelyn dann, dass alles vergeben und vergessen ist.

## Hintergrund
Gedreht wurde der Film vom 30. August bis Anfang Oktober 1934 in den MGM-Studios in Culver City.
Cedric Gibbons, A. Arnold Gillespie und Edwin B. Willis oblag die künstlerische Leitung. Verantwortlicher Toningenieur war Douglas Shearer. Elmer Russell Ball arbeitete als Standfotograf.
Rosalind Russell gab ihr Filmdebüt.

## Synchronisation
Die deutsche Synchronfassung entstand 1992 im Auftrag der Interopa Film unter der Dialogregie von Peter Harlos, der auch das Dialogbuch verfasste.
| Rolle            | Schauspieler     | Deutscher Synchronsprecher |
| ---------------- | ---------------- | -------------------------- |
| John Prentice    | William Powell   | Helmut Gauß                |
| Evelyn Prentice  | Myrna Loy        | Monika Barth               |
| Amy Drexel       | Una Merkel       | Ulrike Möckel              |
| Nancy Harrison   | Rosalind Russell | Uta Hallant                |
| Judith Wilson    | Isabel Jewell    | Cornelia Meinhardt         |
| Lawrence Kennard | Harvey Stephens  | Peter Reinhardt            |
| Eddie Delaney    | Edward Brophy    | Andreas Mannkopff          |
| Dorothy Prentice | Cora Sue Collins | Carola Imme                |
| Mrs. Blake       | Jessie Ralph     | Christine Gerlach          |

## Veröffentlichung
Die Premiere des Films fand am 9. November 1934 statt. 1935 kam er in Österreich unter den Titeln Der seltsame Fall des Dr. Prentice und Eine Frau hat getötet in die Kinos. In der Bundesrepublik Deutschland wurde er am 7. August 1992 im deutschen Fernsehen ausgestrahlt.

## Kritiken
Der Filmkritiken-Aggregator Rotten Tomatoes hat in einer Auswertung von über 250 User-Kritiken ein Publikumsergebnis von 60 Prozent positiver Bewertungen ermittelt.
Andre Sennwald schrieb in der The New York Times, es handele sich um eine sehr freizügige Neufassung von W. E. Woodwards psychologischem Roman und im besten Fall um eine lässig ausgeschmückte Variation eines alltäglichen Themas. Der Film sei eher angenehm als anregend und schaffe es, mit Ausnahme eines überraschenden Höhepunkts, an fast jedem Punkt vorhersehbar zu sein. Ohne die großzügige Unterstützung seiner Hauptdarsteller wäre „Evelyn Prentice“ ein weiteres Element in der weniger als aufregenden Reihe von Gerichtssaalmelodramen, die immer dann auftauchen, wenn die Saison in Fahrt kommt und die Ideen knapp werden.
Das Lexikon des internationalen Films schrieb: „Sorgsam aufgebautes und gut fotografiertes Melodram mit Elementen des Kriminalfilms.“